# 고마키구치역
고마키구치역(일본어: 小牧口駅, こまきぐちえき)은 일본 아이치현 고마키시에 있는 메이테쓰 고마키선의 역이다. 역 번호는 KM07이다.

## 역 구조
상대식 승강장 2면 2선의 지상역에서 플랫폼은 수로 구조이다. 에스컬레이터 등이 없기 때문에 배리어 프리 대응은 아니며, 또한 대응할 예정은 없다. 승강장은 4량 편성까지 대응된다.

### 승강장
| 번호 | 노선       | 방향 | 행선                      |
| ---- | ---------- | ---- | ------------------------- |
| 1    | ■ 고마키선 | 상행 | 고마키・이누야마 방면     |
| 2    | ■ 고마키선 | 하행 | 가미이다・헤이안도리 방면 |

## 역 주변
- 현도 25호 가스가이이치노미야 선
- 현도 102호 나고야이누야마 선
- 후센지
- 도미노피자 고마키오야마점
- 고마키 시립 고마키미나미 초등학교
- 기타토야마 성 흔적
- 고마키 센트럴 호텔(비즈니스 호텔)
- 고마키 시 자동차 학교

## 역사
- 1931년 2월 11일: 영업 개시.
- 1944년: 영업 휴지.
- 1964년 5월 1일: 폐지된 이와쿠라 지선 니시코마키 역의 대체로서 영업 재개, 무인역이 됨.
- 2011년 2월 11일: IC카드 승차권 "manaca" 공용 개시.
- 2012년 2월 29일: 트랜 패스 공용 종료.

## 사진

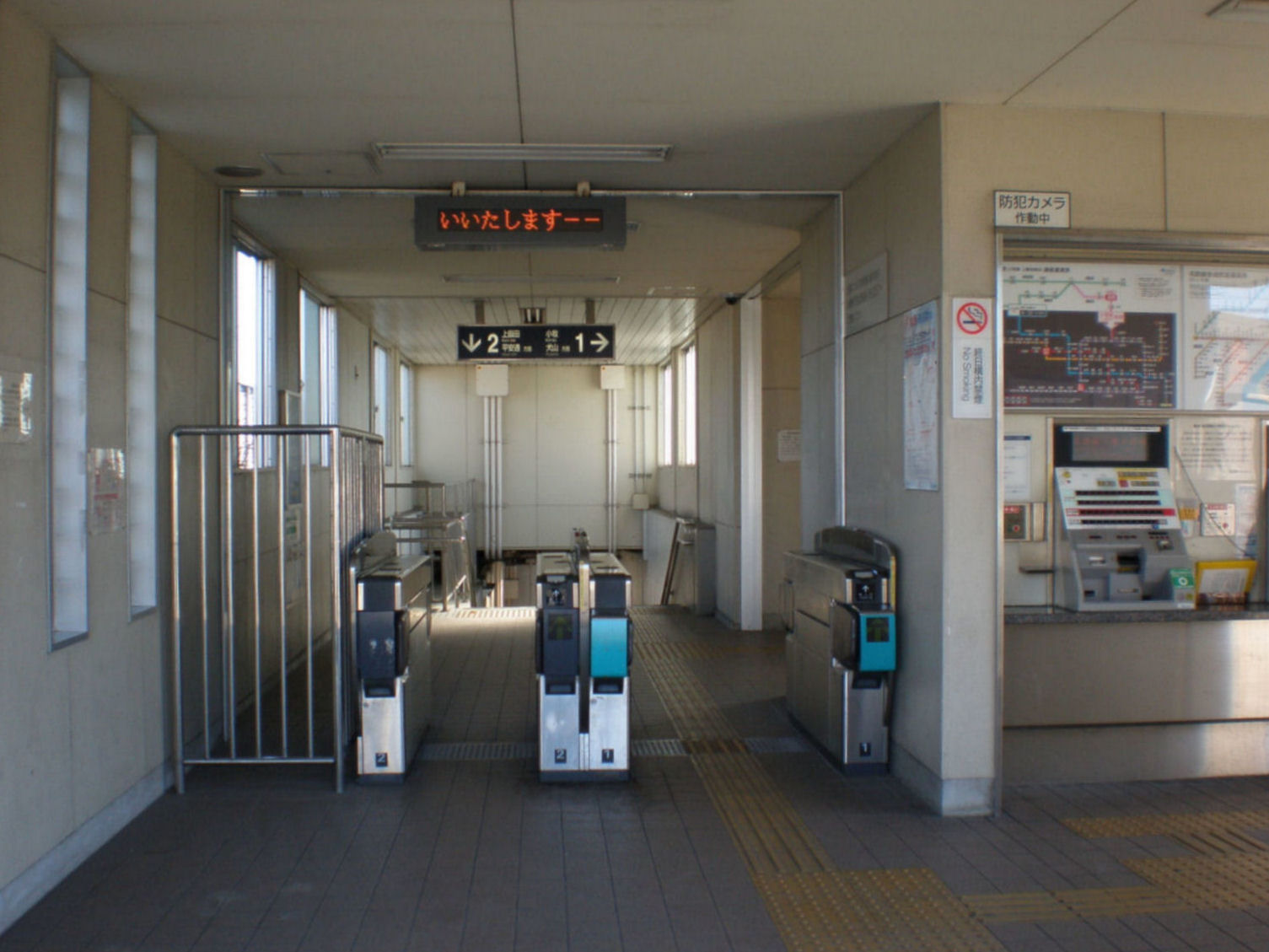
개찰구

## 인접역
| 나고야 철도 ■ 고마키선    | 나고야 철도 ■ 고마키선 | 나고야 철도 ■ 고마키선    |
| ------------------------- | ---------------------- | ------------------------- |
| KM08 마나이 가미이다 방면 |                        | 고마키 KM06 이누야마 방면 |